# ارتش پنجم (بریتانیا)
ارتش پنجم بریتانیا (انگلیسی: Fifth Army) ارتش میدانی نیروی زمینی بریتانیا بود، که در سال ۱۹۱۶ تأسیس شد و در سال ۱۹۱۸ منحل گردید.
ارتش پنجم، ارتشی میدانی از نیروی زمینی بریتانیا در طول جنگ جهانی اول بود که بخشی از نیروی اعزامی بریتانیا در جبهه غرب بین سال‌های ۱۹۱۶ تا ۱۹۱۸ را تشکیل می‌داد. این ارتش در ابتدا به عنوان سپاه ذخیره در طول آماده‌سازی برای بخش بریتانیایی حمله سم در سال ۱۹۱۶ تشکیل شد و پس از گسترش به ارتش ذخیره تغییر نام داد و در اکتبر ۱۹۱۶ به ارتش پنجم تبدیل شد.